# 류큐긴가락박쥐
류큐긴가락박쥐 또는 동남아시아긴가락박쥐, 작은긴날개박쥐(Miniopterus fuscus)는 긴가락박쥐과에 속하는 박쥐의 일종이다. 일본과 한국에 서식한다.

## 같이 보기
- 한국의 포유동물